# Marianthus bicolor
Marianthus bicolor är en tvåhjärtbladig växtart som först beskrevs av Putterl., och fick sitt nu gällande namn av F. Mueller. Marianthus bicolor ingår i släktet Marianthus och familjen Pittosporaceae. Inga underarter finns listade.